# Os Milionários
Os Milionários (deutsch: Die Millionäre) ist ein animierter Kurzfilm des portugiesischen Regisseurs Mário Gajo de Carvalho aus dem Jahr 2011.

## Handlung
Der Film kreist um das Laster der Gier. Ein Koffer mit Geld wandert durch die Hände von fünf Personen: einem Fahrer, einem Totengräber, einem Mörder, einem Hotelbesitzer und seiner Frau. Alle sind für kurze Zeit Millionäre, aber ihre Gier führt dazu, dass das Geld allen entgleitet.

## Rezeption
Der Film lief 2011 im internationalen Wettbewerb des Filmfestivals Indie Lisboa.